# Мароа (Илиноис)
Мароа (енгл. Maroa) град је у америчкој савезној држави Илиноис. По попису становништва из 2010. у њему је живело 1.801 становника.

## Демографија
Према попису становништва из 2010. у граду је живело 1.801 становника, што је 147 (8,9%) становника више него 2000. године.
| Група             | 2000.         | 2010.         |
| Белци             | 1.628 (98,4%) | 1.715 (95,2%) |
| Афроамериканци    | 3 (0,2%)      | 10 (0,6%)     |
| Азијати           | 1 (0,1%)      | 5 (0,3%)      |
| Хиспаноамериканци | 15 (0,9%)     | 39 (2,2%)     |
| Укупно            | 1.654         | 1.801         |